# Astroide

Astroide.

La construcción de un Astroide.

Animación.

En matemática, un astroide es un tipo particular de hipocicloide, una curva con cuatro vértices. Los astroides son también superelipses: todos los astroides son versiones escaladas de la curva especificada por la ecuación:
{\displaystyle x^{2/3}+y^{2/3}=1\,}.
Su nombre moderno proviene de "estrella" en griego. La curva tiene varios nombres, incluyendo tetracúspide (todavía usado), cubocicloide, y paraciclo.
Un punto de una circunferencia generatriz de radio 1/4 que rueda dentro de una circunferencia directriz de radio 1, traza un astroide. 
Si un segmento de longitud igual al radio de la circunferencia directriz con centro en (0, 0), se desliza con un extremo en el eje X y otro en el eje Y, resulta ser tangente en cada punto de la curva astroide.
Su ecuación paramétrica, para R = 1, es:
{\displaystyle x=\cos ^{3}\theta ,\qquad y=\sin ^{3}\theta .}

Un astroide creado por una circunferencia generatriz rodando dentro de otra de radio {\displaystyle R\,} contiene un área igual a {\displaystyle {\frac {3}{8}}\pi R^{2}}.
El astroide es, además, evoluta de la elipse. Esto quiere decir que el lugar geométrico de los centros de curvatura de una elipse siempre tiene forma de astroide.
Por otra parte, si deslizamos un segmento de longitud constante sobre dos ejes perpendiculares, la envolvente que se forma también es una elipse.